# تی-پین
فهیم رشید نجم (به انگلیسی: Faheem Rasheed Najm) (زاده ۳۰ سپتامبر ۱۹۸۵) که با نام حرفه‌ای تی-پین شناخته می‌شود، خواننده، رپر، ترانه‌سرا و تهیه‌کننده موسیقی است. او رپ را از گروه «نپی هدز» آغاز کرد. در سال ۲۰۰۵ نخستین آلبوم خودش با نام «Rappa Ternt Sanga» را روانهٔ بازار کرد. وی در سال۲۰۰۹ برندهٔ جایزه گرمی به همراه کانیه وست برای آهنگ «زندگی خوب» (Good Life) شد. در سال ۲۰۱۰ دومین گرمی را به همراه جیمی فاکس برای آهنگ «سرزنش از آن» (Blame It) بدست آورد. وی در سال ۲۰۱۴ در ترانۀ Sex Love Rock N Roll با آرش، خوانندۀ ایرانی هم‌کاری کرد.

## زندگی خصوصی
نجم در تالاهاسی در ایالت فلوریدا به دنیا آمد و از آنجایی که خانوادهٔ وی نیز اصلیت عربی داشتند وی نیز مسلمان هست. لقب خود یعنی تی-پین را نیز از اسم منطقه‌ای که در آن رشد پیدا کرد یعنی «تالاهاسی پین» (به انگلیسی: Tallahassee Pain) گرفته‌است.

## آثار

### آلبوم‌های استودیویی
- (۲۰۰۵) Rappa Ternt Sanga
- (۲۰۰۷) Epiphany
- (۲۰۰۸) Thr33 Ringz
- (۲۰۱۱) RevolveR
- (۲۰۱۷) Oblivion
- (۲۰۱۹) 1UP
- (۲۰۲۳) On Top of the Covers

### آلبوم‌های میکس شده
- (۲۰۰۸) Pr33 Ringz
- (۲۰۱۱) PrEVOLVEr
- (۲۰۱۲) Stoic
- (۲۰۱۵) The Iron Way
- (۲۰۱۷) T-Wayne (با لیل بین)
- (۲۰۱۸) Everything Must Go (جلد ۱)
- (۲۰۱۸) Everything Must Go (جلد ۲)

### آلبوم‌های موسیقی متن
- (۲۰۱۰) Freaknik: The Musical Soundtrack

### فیلم‌ها
- (۲۰۱۰) Freaknik: The Musical
- بلیط بخت‌آزمایی (۲۰۱۰)
- خشمگین ۷ (۲۰۱۵)
- رئیس (۲۰۱۶)
- هم‌وطنان (۲۰۱۶)
- تام و جری (۲۰۲۱)